# Mint Hill
Mint Hill è una città degli Stati Uniti d'America, situata tra le contee di Mecklenburg e Union nello Stato della Carolina del Nord.